# Grankulla IFK
Grankulla IFK (GrIFK) är en tvåspråkig idrottsförening från Grankulla i Finland. GrIFK grundades år 1925 och har under sina år varit verksam inom många olika idrotter.
De olika idrottsgrenarna har varit organiserade i olika sektioner, men år 1997 omorganiserades föreningen. Istället för att vara endast en förening så gjordes sektionerna inom fotboll, handboll, ishockey och slalom om till dotterföreningar för moderföreningen Idrottsföreningen Kamraterna, Grankulla, r.f. Allt idrottsutövande sker nu inom ramen för föreningarna GrIFK-Fotboll, GrIFK- Handboll, GrIFK-Ishockey, GrIFK-Alpine och GrIFK-Innebandy. De olika föreningarna har tillsammans mera än 3000 idrottsutövare.
Föreningen har också haft orienteringsverksamhet, men den delen upphörde i och med att orienteringsklubben OK 77 grundades. 